# Tetrorea sellata
Tetrorea sellata är en skalbaggsart som beskrevs av Sharp 1882. Tetrorea sellata ingår i släktet Tetrorea och familjen långhorningar. Inga underarter finns listade i Catalogue of Life.